# Васильєвка (Комсомольський район)
Васи́льєвка (рос. Васильевка, чув. Йăпăлти) — присілок у складі Комсомольського району Чувашії, Росія. Входить до складу Комсомольського сільського поселення.
Населення — 43 особи (2010; 57 у 2002).
Національний склад:
- чуваші — 95 %